# Mechové patro

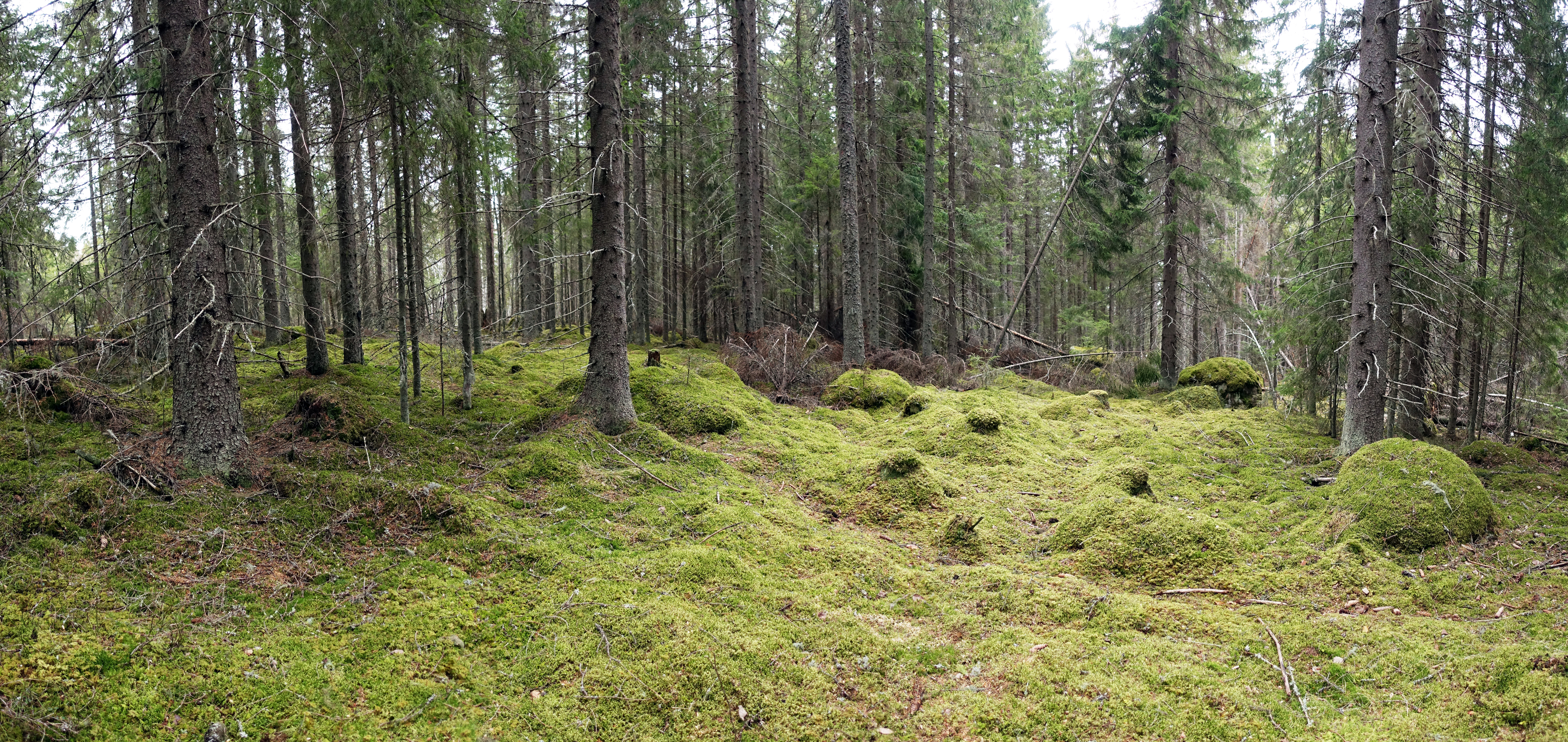
lesní mechový porost

Mechové patro (E0) je jednotka horizontální struktury v ekosystémech. Do mechového patra jsou řazeny všechny mechorosty a lišejníky, někdy se sem řadí i řasy a sinice rostoucí na kamenech či trouchnivějícím dřevě ležícím na zemi.
Někdy se mechové patro rozlišuje ještě dále na vlastní mechové (mechorosty) a lišejníkové (lišejníky).
Mechové patro má často jen minimální pokryvnost či chybí. Výjimkou jsou:
- sutě a obecně skalní biotopy s vysokou pokryvností lišejníků
- rašeliniště, kde mechové patro tvořené rašeliníkem zpravidla porůstá celý povrch ekosystému (mechy postupně odspoda odumírají a vytvářejí tak organický horizont, rašelinu)

Význam mechového patra spočívá především v jeho schopnosti zadržovat a posléze postupně uvolňovat vodu, proto lesy s větším podílem mechů lépe chrání krajinu pod nimi před erozí a náhlými změnami průtoků (sucha, povodně). Větší podíl mechů se nachází především v pralesech nebo obecně jen extenzivně obhospodařovaných lesích, které nejsou tvořeny monokulturami.